# Gamla Uppsala

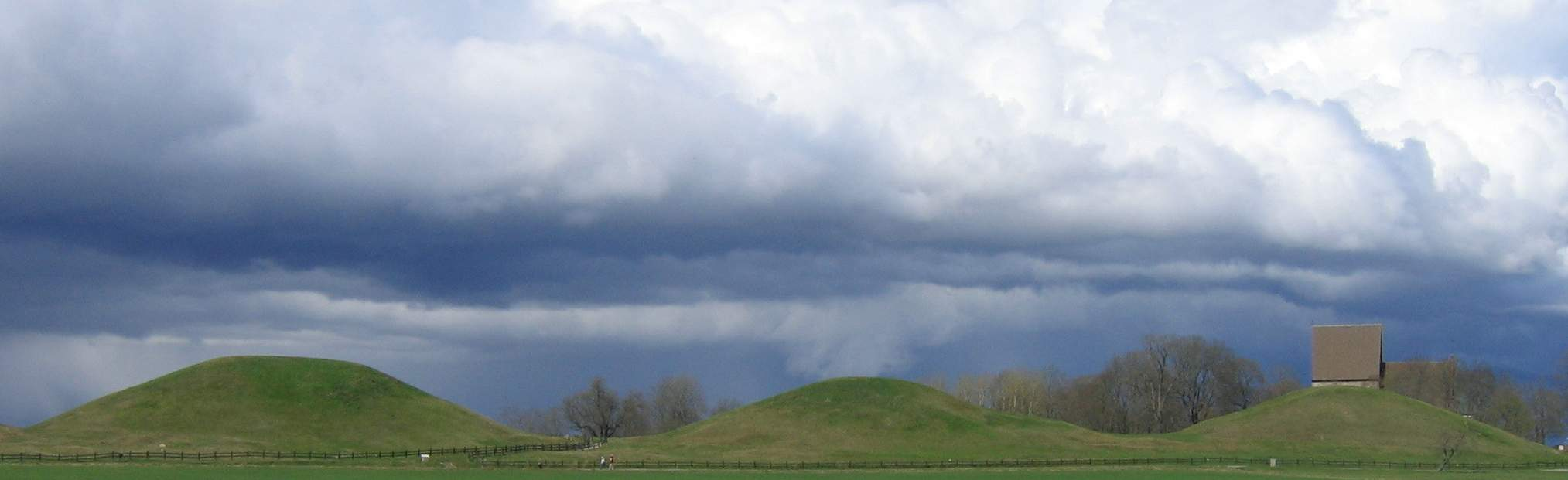
Els tres grans túmuls reials i l'església de Gamla Uppsala

Gamla Uppsala (Vella Uppsala) és un centre històric, església i població que pertany a la municipalitat d'Uppsala ("Uppsala kommun"), a Suècia. Durant l'edat del ferro, als segles III i IV, va ser un important centre religiós, econòmic i polític. Fou la seu dels reis suecs abans de l'edat mitjana i aparegué amb freqüència a la mitologia nòrdica. El centre històric conserva gran quantitat de túmuls, tres dels quals reials. Durant l'edat mitjana va ser la ciutat més gran d'Uppland i d'un centre de culte pagà passà a ser la seu de l'arquebisbat de Suècia en 1164.